# Ernst Gutting
Ernst Gutting (ur. 30 stycznia 1919 w Ludwigshafen, zm. 27 września 2013 w Kaiserslautern) – niemiecki duchowny rzymskokatolicki, w latach 1971-1994 biskup pomocniczy diecezji Spiry. 

## Życiorys
Święcenia kapłańskie przyjął 3 lipca 1949 w diecezji Spiry. 31 maja 1971 papież Paweł VI mianował go biskupem pomocniczym tej diecezji ze stolicą tytularną Sufar. Sakry udzielił mu 12 września 1971 Friedrich Wetter, ówczesny ordynariusz diecezji, późniejszy kardynał. 25 lutego 1994, niespełna miesiąc po osiągnięciu biskupiego wieku emerytalnego (75 lat), opuścił swój urząd. Od tego czasu pozostawał jednym z biskupów seniorów diecezji. 